# George S. Kaufman

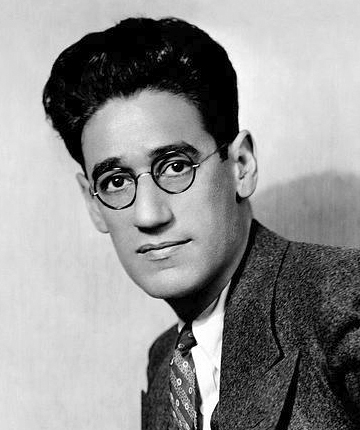
George Simon Kaufman

George Simon Kaufman, meist George S. Kaufman, (* 16. November 1889 in Pittsburgh, Pennsylvania; † 2. Juni 1961 in New York City, New York) war ein US-amerikanischer Bühnen- und Drehbuchautor.

## Leben
Kaufman begann als Reporter und Kritiker bei der New York Times. Nebenbei versuchte er sich auch an Büchern für Theaterstücke. 1918 hatte er mit Someone in the House, welches er zusammen mit Larry Evans und W. C. Percival schrieb, sein Debüt am Broadway. Ab seinem zweiten Stück Dulcy erschien dort zwischen 1921 und 1958 (Romanoff and Juliet) jedes Jahr ein Stück, das er entweder geschrieben oder produziert hatte. Nach seinem Tod wurden zwischen 1966 und 2003 weitere 16 Stücke aus seinem Nachlass dort aufgeführt.
1917 heiratete er die Herausgeberin und Dramatikerin Beatrice Kaufman, mit der er 1919 eine Tochter bekam. Die Kaufmans waren langjährige Mitglieder des Algonquin Round Table, ein legendärer literarischer Zirkel mit Journalisten, Literaten und Schauspielern, die sich regelmäßig im New Yorker Algonquin Hotel trafen.

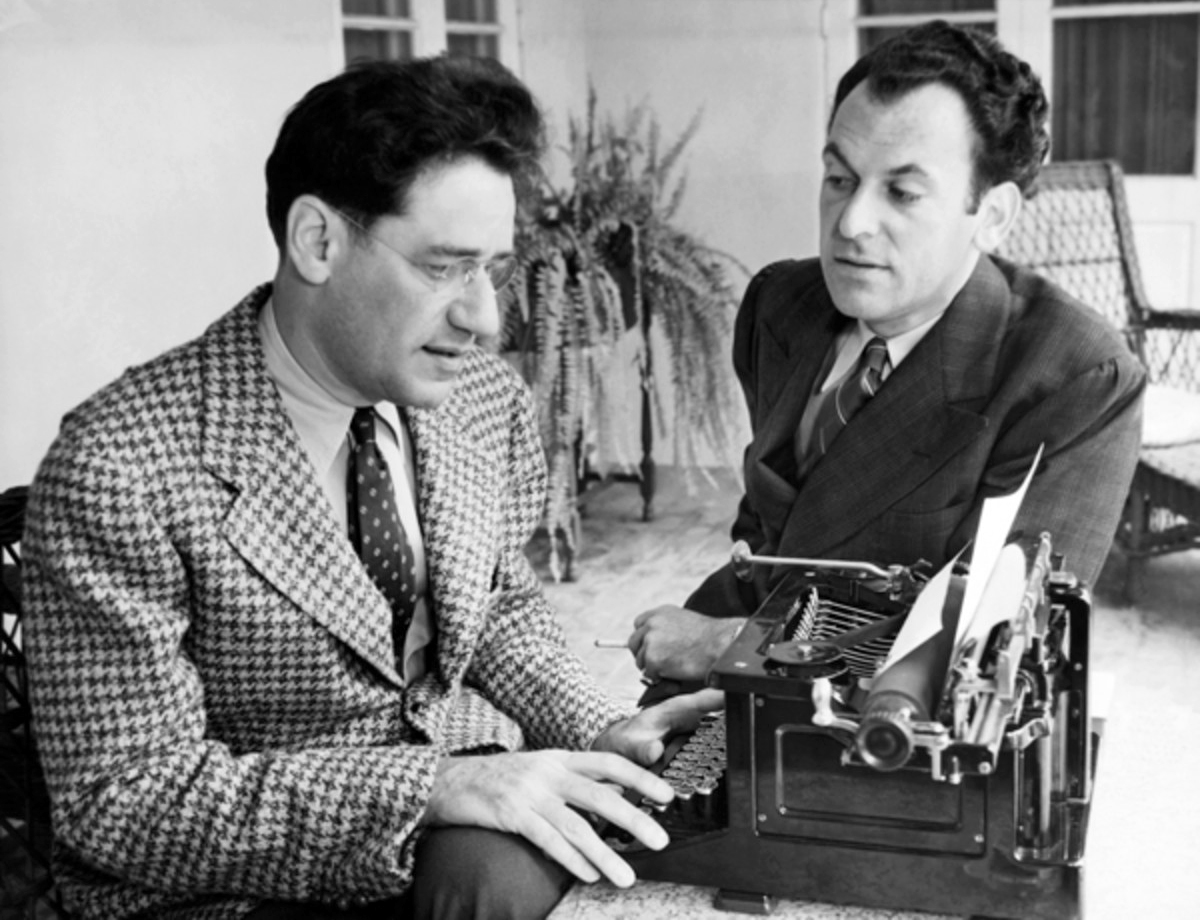
George S. Kaufman und Moss Hart 1937

Kaufman schrieb fast immer mit anderen Autoren zusammen. Einzig die Stücke The Butter and Egg Man (1925) und das Musical Hollywood Pinafore (1945) stammten vollständig aus seiner Feder. Allein das Stück The Butter and Egg Man wurde 245 Mal aufgeführt.
Für die Marx Brothers schrieb er in Zusammenarbeit mit Morrie Ryskind die Stücke The Cocoanuts (1925) und Animal Crackers (1928). Für The Cocoanuts stammt die Musik von Irving Berlin. Später erzählte er einmal, dass er es gehasst habe, wie die vier auf der Bühne improvisierten und seine Texte immer weiter abwandelten. Während einer Vorstellung soll er mit den Worten „Entschuldigung. Ich muss mal zur Bühne. Ich glaube, ich habe dort gerade einen meiner Sätze gehört“ einmal ein Gespräch beendet haben.
1935 ging er nach Hollywood. Irving Thalberg hatte ihm 100.000 Dollar angeboten, damit er New York City verlässt und das Drehbuch für den Marx-Brothers-Film Skandal in der Oper liefert, was er auch tat.
1939 schrieb er ein weiteres Mal für die Marx Brothers. Zusammen mit Morrie Ryskind verfasste er insgesamt zwei Shows. Für ihn war es, wie er später einmal sagte, eine Lehrstunde im Schreiben von Komödien. Mit der ersten gingen die Brüder auf Tournee und probierten es aus. Jedes Mal, wenn eine Szene nicht so ankam wie erhofft, flog sie aus dem Stück und wurde durch eine andere ersetzt. So ging dies auf der kompletten Tournee. Am Ende hatten er und Ryskind dann im Grunde genommen ein zweites Stück geschrieben, denn vom ersten war so gut wie nichts mehr vorhanden.
Zusammen mit Morrie Ryskind und Ira Gershwin, der die Liedtexte beisteuerte, erhielt er für das Musical Of Thee I Sing 1931 den Pulitzer-Preis. Die Musik für die politische Satire stammte von George Gershwin. 1936 kam für Man lebt nur einmal (You Can't Take It with You, 1936) der zweite Pulitzer-Preis hinzu. Dieses Stück hatte er mit Moss Hart geschrieben.
Neben den beiden Pulitzer-Preisen erhielt er 1951 den Tony Award als bester Regisseur für Guys and Dolls. Seit 1938 war er Mitglied der American Academy of Arts and Letters.

## Werke (Auswahl)
- Some One in the House (1918)
- Dulcy (1921)
- Merton of the Movies (1922)
- Beggar on Horseback (1924)
- The Butter and Egg Man (1925; dt. Die Poularde, ca. 1928)
- The Cocoanuts (1925)
- The Royal Family (1927)
- Animal Crackers (1928)
- June Moon (1929)
- Once in a Lifetime (1930)
- Of Thee I Sing (1931)
- Dinner at Eight (1932; dt. Um 8 Uhr wird gegessen/Dinner um 8, 1933)
- You Can't Take It with You (1936; dt. Man lebt nur einmal, später auch unter dem Titel Freut euch des Lebens, 1972)
- Stage Door (1936)
- The Man Who Came to Dinner (1939)
- The Late George Apley (1944)
- The Solid Gold Cadillac (1953)

## Filmografie (Auswahl)
Drehbuch
- 1929: The Cocoanuts
- 1935: Skandal in der Oper
- 1942: Star Spangled Rhythm

Literarische Vorlage
- 1930: Animal Crackers
- 1930: The Royal Family of Broadway
- 1933: Dinner um acht (Dinner at Eight) – Regie: George Cukor
- 1937: First Lady
- 1937: Bühneneingang (Stage Door) – Regie: Gregory La Cava
- 1938: Lebenskünstler (You Can’t Take It with You) – Regie: Frank Capra
- 1940: Ein Bombenerfolg (An Angel from Texas)
- 1941: Der Mann, der zum Essen kam (The Man Who Came to Dinner)
- 1942: Unser trautes Heim (George Washington Slept Here) – Regie: William Keighley
- 1947: Hoppla, hier kommt Merton! (Merton on the Movies)
- 1949: Dancing in the Dark – nach dem Musical The Bandwagon
- 1956: Die Frau im goldenen Cadillac (The Solid Gold Cadillac)
- 1957: Seidenstrümpfe (Silk Stockings) – Regie: Rouben Mamoulian

Regie
- 1947: Der Senator war indiskret (The Senator Was Indiscreet)